# 12352 Jepejacobsen
12352 Jepejacobsen este un asteroid din centura principală de asteroizi.

## Descriere
12352 Jepejacobsen este un asteroid din centura principală de asteroizi. A fost descoperit pe 20 iulie 1993 la Observatorul La Silla de Eric Walter Elst. Asteroidul prezintă o orbită caracterizată de o semiaxă mare de 3,03 ua, o excentricitate de 0,11 și o înclinație de 15,9° în raport cu ecliptica.